# Gens
I antikkens Rom var en gens (udtales /ɡɛns/ eller /dʒɛnz/, pl. gentes [ˈgɛnteːs]) en familie bestående af individer, der delte samme nomen gentilicium, og hævdede at nedstamme fra en fælles forfader. En gren af gens – identificeret ved cognomina – blev kaldt en stirps (pl. stirpes). Slægten var en vigtig social struktur i antikkens Rom og i hele det romerske Italien under perioden for den Romerske Republik. Meget af individers sociale status afhang af de slægter, som de tilhørte. Visse gentes blev klassificeret som patricier, andre som plebejere, mens nogle havde både patricier- og plebejergrene. Gens' betydning som en social struktur faldt betydeligt under perioden for det Romerske Kejserige, selvom gentilicium fortsatte med at definere de gamle romeres oprindelse og dynastier, herunder for kejserne.

## Oprindelse
Ordet gens er nogle gange oversat som "race" eller "nation", hvilket betyder et folk, der nedstammer fra en fælles forfader (i stedet for at dele et fælles fysisk træk). Det kan også oversættes til "klan", "slægt" eller "stamme", selvom ordet tribus har en separat og tydelig betydning i romersk kultur. En gens kunne være så lille som en enkelt familie, men kunne også omfatte hundredvis af individer. I henhold til traditionen var gens Fabia i 479 f.Kr. alene i stand til at stille op med en milits bestående af 306 mænd i kampalderen. Begrebet gens var ikke entydigt romersk, men blev delt med samfund i hele Italien – inklusive dem, der talte italiske sprog som latin, oskisk og umbrisk samt etruskerne. Alle disse folkeslag blev til sidst absorberet i den romerske kulturs sfære.
De ældste gentes hævdes at stamme fra før Roms grundlæggelse (traditionelt dateret til 753 f.Kr.), og disse hævdes at nedstamme fra mytologiske personer helt tilbage fra den trojanske krig (traditionelt dateret til at være afsluttet i 1184 f.Kr.). Nomen gentilicium var dets kendetegn, da en romersk borgers nomen indikerede hans tilhørsforhold til en gens.
Nomen kunne stamme fra en række ting, såsom navnet på en forfader, en persons beskæftigelse, fysiske udseende, karakter eller fødested. Fordi nogle af disse ting var ret almindelige, var det muligt for ubeslægtede familier at bære det samme nomen og med tiden blive forvekslet.
Personer kunne blive adopteret ind i en gens, hvorpå personen erhverve dennes nomen. En libertus eller "frigjort mand " antog sædvanligvis nomen (og nogle gange også praenomenet) fra den person, der havde frigivet ham, og en naturaliseret borger tog normalt navnet fra den protektor, der gav hans statsborgerskab. Frigivne og nytilkommende borgere var teknisk set ikke en del af den gens, hvis navne de delte, men i løbet af få generationer blev det ofte umuligt at skelne deres efterkommere fra de oprindelige medlemmer. I praksis betød dette, at en gens kunne erhverve nye medlemmer og endda nye grene, enten med vilje eller ved et tilfælde.

### Stirpes
Forskellige grene, eller stirpes, af en gens blev normalt adskilt af personers cognomina (et yderligere efternavne efter nomenen), som kunne være enten personlige eller arvelige. Nogle særligt store stirpes blev selv opdelt i flere grene, kendetegnet ved yderligere cognomina..

### Praenomina
De fleste gentes anvendte regelmæssigt et begrænset antal personnavne (eller praenomina), hvor valget af disse navne hjalp med at adskille medlemmer af én gens fra en anden. Nogle gange ville forskellige grene af en gens variere i deres valg af navne. De mest konservative mænd ville nogle gange begrænse sig til tre eller fire praenomina, mens andre regelmæssigt brugte seks eller syv.
Der var to hovedårsager til dette begrænsede udvalg. For det første var det traditionelt at videregive familienavne fra én generation til den næste; sådanne navne var altid at foretrække. For det andet begrænsede de fleste patricierfamilier sig til et lille antal navne som en måde at adskille sig fra plebejerne, som ofte brugte en bredere vifte af navne, herunder nogle der sjældent blev brugt af patricierne. Flere af de ældste og mest noble patricierhuse brugte dog ofte sjældne og usædvanlige praenomina.
Visse familier undgik også bevidst særlige praenomina. I nogle tilfælde skyldtes dette traditioner om vanærede eller skamfulde medlemmer af slægten, der bar et bestemt navn. For eksempel undgik gens Junia praenomina Titus og Tiberius, efter at to medlemmer med disse navne blev henrettet for forræderi. En lignende hændelse skulle angiveligt have fået forsamlingen af gens Manlia til at forbyde dens medlemmer at bære praenomen Marcus, selvom dette forbud ikke synes at være blevet strengt overholdt.

## Sociale funktion af gens
I teorien fungerede hver gens som en stat inden for staten – styret af sine egne ældste og forsamlinger, efter sine egne skikke og udførelsen af sine egne religiøse ritualer. Visse kulter var traditionelt forbundet med specifikke gentes. Gens-forsamlinger havde ansvaret for adoption og værgemål for deres medlemmer. Hvis et medlem af en gens døde testamente og uden nærmeste familie, blev hans ejendom fordelt til resten af denne gens.
Beslutningerne i en gens var teoretisk bindende for alle dens medlemmer. Der eksisterer dog ikke nogle bekendtgørelser om vedtagelse af sådanne beslutninger på gens-forsamlinger. Som gruppe havde gentes betydelig indflydelse på udviklingen af romersk ret og religiøs praksisser, men forholdsvis lidt indflydelse på Roms politiske og forfatningsmæssige historie.

## Patricier og plebejer gentes
Visse gentes blev betragtet som patriciere og andre som plebejere. I henhold til romersk tradition stammede patricierne fra "byfædrene", eller på latinsk patres. Dette vil sige familiens overhoveder kan føres tilbage til tidspunktet for Roms grundlæggelse af Romulus, den første konge af Rom. Andre adelige familier, som kom til Rom i kongernes tid, blev også optaget i patricierstanden, herunder flere, der emigrerede fra Alba Longa, efter at denne by blev ødelagt af Tullus Hostilius. Det sidste kendte tilfælde af, at en gens blev optaget i patricierstanden før det 1. århundrede f.Kr., var, da Claudii blev tilføjet til patricierstanden efter at være kommet til Rom i 504 f.Kr. – fem år efter oprettelsen af republikken.
Adskillige kilder beskriver to klasser blandt de patriciske gentes, kendt som gentes maiores eller større gentes, og gentes minores eller mindre gentes. Der har ikke overlevet nogle definitive kilder og information, om hvilke familier der blev regnet blandt gentes maiores, eller endda hvor mange der var. Imidlertid omfattede de næsten helt sikkert Aemilii, Claudii, Cornelii, Fabii, Manlii og Valerii. Det er heller ikke sikkert, om denne sondring var af nogen praktisk betydning, selvom det er blevet foreslået, at princeps senatus, eller taler for senatet, normalt blev valgt blandt deres rækker.
I de første årtier af republikken er det ikke helt sikkert, hvilke gentes der blev betragtet som patricier og hvilke blev betragtet som plebejiske. Imidlertid forsøgte en række love, der blev udstedt i 451 og 450 f.Kr. som De Tolv Tavler, at kodificere en fast adskillelse mellem klasserne, og formelt udelukkede plebejerne fra at bestride nogen af de store magistrater fra den tid indtil vedtagelsen af Lex Licinia Sextia i 367 f.Kr. Loven, der forbød ægteskab mellem patriciere og plebejere, blev ophævet efter kun få år af Lex Canuleia i 445 f.Kr.
Trods den formelle forsoning af klasserne i 367 f.Kr. fortsatte de patriciske slægter, som med tiden udgjorde en mindre og mindre procentdel af den romerske befolkning, med at fastholde så meget magt som muligt, hvilket resulterede i hyppige konflikter mellem klasserne over de næste to århundreder. Visse patricierfamilier modsatte sig regelmæssigt magtdelingen med plebejerne, andre gik ind for det, mens stadig andre var splittede.
Mange gentes omfattede både patricier og plebejiske grene. Disse kan være opstået gennem adoption, som følge af frigivelse fra slaveri, eller når to ikke-beslægtede familier med samme nomen blev forvekslet. Det kan også være, at enkelte medlemmer af en gens frivilligt forlod eller blev udvist fra patriciatet, sammen med deres efterkommere. I nogle tilfælde blev gentes, der oprindeligt må have været patriciske, eller som blev betragtet som sådan under den tidlige republik, senere kun kendt af deres plebejiske efterkommere.
I det første århundrede f.Kr. var den praktiske skelnen mellem patricierne og plebejerne minimal. Ikke desto mindre blev flere plebejiske gentes – i takt med fremkomsten af den kejserlige autoritet – hævet til patriciaatet, hvilket erstattede ældre patriciske familier, der var faldet i glemsel og ikke længere var repræsenteret i den romerske senat. Selvom både konceptet om gens og patriciatet overlevede langt ind i kejsertiden, mistede begge gradvist det meste af deres betydning. I de sidste århundreder af det Vestromerske Rige blev patricius primært brugt som en individuel titel, snarere end en klasse, som en hel familie tilhørte.

## Eksterne links
- Se Wiktionarys definition på ordet gens
- Wikimedia Commons har flere filer relateret til Gens